# Sam Shepard
Samuel «Sam» Shepard Rogers III (Fort Sheridan, Illinois, 5 de noviembre de 1943-Midway, Kentucky, 27 de julio de 2017) fue un dramaturgo, guionista y actor estadounidense, ganador del Premio Pulitzer en 1979 por su drama "Buried Child".  Como actor ha aparecido en películas como Elegidos para la gloria, Magnolias de acero, El informe Pelícano, Black Hawk Down o Don't come knocking. Fue guionista de la aclamada película de Wim Wenders, Paris, Texas.

## Biografía
Nació en 1943 en Fort Sheridan, Illinois, donde tenía fuertes lazos familiares y era el mayor de tres hermanos. Su padre, Samuel Shepard Rogers Jr. (1917-1984), fue oficial de la Fuerza Aérea de los Estados Unidos, cuando Sam nació, durante la II Guerra Mundial, estaba destacado en Italia como piloto de bombardero, posteriormente se dedicó a la enseñanza del español; Sam Shepard lo describiría como "un bebedor, un alcohólico dedicado". Su madre, Jane Elaine Schook (1917-1994), había nacido en Chicago y fue profesora. 
Más tarde la familia se trasladó a California, donde se dedicó a la cría de ovejas y al cultivo de aguacates en su granja de Duarte, cerca de Pasadena. Durante su infancia en dicha granja, vivió muchas de las experiencias que luego marcaron su obra. Su juventud estuvo marcada por la caída de su padre en el alcoholismo y el consiguiente deterioro familiar. Durante su paso por el High School empezó a escribir poesía y a actuar, a la vez que trabajaba como mozo de cuadra en un rancho de caballos. En esa misma época leyó la obra de Samuel Beckett Esperando a Godot, que le causó una gran impresión. También trabajó ocasionalmente como recolector de naranjas y esquilador.
Pensando en hacerse veterinario, empezó a estudiar agricultura en el Mount Antonio Junior College, pero un año después se unió a un grupo de teatro ambulante llamado Bishop's Company Repertory Players. Estuvo de gira con el grupo durante los años 1962 y 1963.
Con 19 años se instaló en Nueva York, donde empezó a utilizar el nombre de Sam Shepard. Mientras proseguía su carrera teatral trabajó como camarero. Su debut como autor se produjo el 16 de octubre de 1964, con el estreno conjunto de Cowboys y Rock Garden en el Genesis Theatre. El estreno recibió buenas críticas y a partir de ahí fue ganando reputación con una serie de obras producidas por teatros del Off-Off-Broadway.
En 1966 recibió una beca de la Universidad de Minnesota y ese mismo año ganó tres premios Obie, por sus obras Chicago, Icarus's Mother y Red Cross, lo que constituía un hecho sin precedentes. Estos premios impulsaron notablemente su carrera cuando la corriente principal de la crítica permanecía cautelosa ante su obra. Tras recibir una beca de la Fundación Rockefeller y una beca Guggenheim, se convirtió en escritor a tiempo completo.
El 9 de noviembre de 1969 se casó con la actriz O-Lan Jones, de la que se divorció en 1984 y con la que tuvo a su primer hijo, Jesse Mojo Shepard. En 1971 tuvo una relación con la estrella de rock y poetisa Patti Smith y juntos escribieron la obra Cowboy Mouth.
En 1971 se trasladó con su familia a Inglaterra, donde residió hasta 1974. Cuando cumplió 30 años, ya había escrito 30 obras estrenadas. 
Al regresar a los Estados Unidos se instaló en San Francisco y trabajó como autor residente (inglés: playwright-in-residence) del Magic Theatre de dicha ciudad durante diez años. Fue durante esa época en San Francisco cuando escribió las obras que consolidaron su prestigio: Curse of the Starving Class (1976), Buried Child (1979), una historia de incesto y asesinato con la que ganó un Premio Pulitzer; y El auténtico Oeste (1980). 
En 1978 empezó su carrera como actor de cine y ese mismo año inició su colaboración con Joseph Chaikin, que tendría como fruto varias obras teatrales.
En 1982 conoció a la actriz Jessica Lange durante el rodaje de la película Frances, en el que ambos participaban, aunque nunca se casaron. Tuvieron dos hijos, Hannah Jane Shepard y Samuel Walker Shepard, con los que convivieron en un rancho en las afueras de Stillwater, Minnesota.
En la década de 1980 continuó su carrera teatral obteniendo numerosos premios. Su carrera cinematográfica como actor y guionista comenzó a despegar. Su película más popular y aclamada, París, Texas, ganó la Palma de Oro del Festival Internacional de Cine de Cannes de 1984. El guion era un encargo del director Wim Wenders y estaba inspirado en el libro de Shepard Crónicas de motel.
En la década de 1990 siguió escribiendo teatro, pero a un ritmo más lento que en las décadas precedentes. Mientras su carrera como actor de cine seguía floreciendo.
Shepard falleció el 27 de julio de 2017, a la edad de 73 años a consecuencia de la ELA, según informó la familia, en Midway, Kentucky, Estados Unidos.
Póstumamente se ha publicado su libro El espía del yo (que salió a la venta en EE UU en el sello Knopf el 5 de diciembre con el título Spy of the First Person) en el que describe sus vivencias de la enfermedad por medio de grabaciones que le hacían sus hijos. En la dedicatoria del libro estos afirman: “Hannah, Walker y Jesse quisieran celebrar la vida y la obra de su padre y dejar constancia del inmenso esfuerzo que supuso para él completar su último libro”.
El espía del yo se presentó en Saint Ann’s Warehouse, centro cultural de Nueva York, al que se trasladaron las actividades de la iglesia del mismo nombre, de Brooklyn Heights. En el acto su gran amiga Patti Smith y otros amigos del dramaturgo y actor leyeron fragmentos de su obra póstuma y del último libro que publicó en vida, The One Inside (“El que llevo dentro”), editado en febrero de 2017.

## Teatro
Su faceta más relevante es la de autor teatral. También fue director y  apareció esporádicamente como actor. Fue uno de los dramaturgos estadounidenses contemporáneos más influyentes y sus obras se representan con frecuencia en Broadway, el Off-Broadway y en todos los grandes teatros de Estados Unidos. También es profusamente estudiado y representado en Europa, particularmente en Francia, Alemania y Gran Bretaña. 
Producto de la contracultura de la década de 1960, combina un humor salvaje, sátira, mito y un lenguaje característico para crear una visión subversiva y pop de los Estados Unidos.
Sus obras son difíciles de categorizar. Se caracterizan por su franqueza, sus argumentos oblicuos, la aparición frecuente del absurdo, y por captar perfectamente el estilo y la sensibilidad del oeste de los Estados Unidos. En general son una mezcla de imágenes del Oeste, el arte pop, la ciencia ficción, el rock and roll y otros elementos de la cultura popular. También es habitual que planteen complejos problemas familiares. Aborda los problemas de la sociedad moderna, la alienación individual y los destructivos efectos de las relaciones familiares. 
Sus personajes suelen ser perdedores. Han renunciado a sus sueños y sus vidas no tienen sentido de la continuidad, por lo que van dando tumbos de un lado a otro, atrapados entre un pasado mitificado y un presente mecánico. Las obras expresan un sentido de pérdida, de nostalgia por el mundo rural y los mitos populares destruidos por el pragmatismo, el dinero y el poder. En el mundo moderno se ha roto la conexión entre mito, tierra, comunidad y sentido de la vida. Todo lo que nos queda, en sus propias palabras, son «ideas que no dicen nada en absoluto a nuestro yo interior».
Al estrenar sus primeras obras, la falta de una estructura convencional y el lenguaje de sus largos monólogos ofendieron a los críticos más tradicionalistas. Algunos señalaron en sus obras grandes influencias de Samuel Beckett y otros dramaturgos europeos. Otros lo aclamaron como «claramente estadounidense» y «genuinamente original». 
Hacia 1980 era el autor más representado en los Estados Unidos después de Tennessee Williams.[cita requerida]
El impacto y la importancia de su obra puede comprobarse por los numerosos libros y artículos escritos sobre ella, así como por los cientos de producciones de sus obras, tanto en los Estados Unidos como en el resto del mundo.

### Obras de teatro
Algunas de sus obras más destacadas son Buried Child, Curse of the Starving Class, True West y A Lie of the Mind. 
Esta es una relación de sus obras, donde se indica el título original, generalmente en inglés, aunque algunos títulos originales están en español. De las obras publicadas en español se da también el título de la edición española. La fecha corresponde a la primera representación.

#### Años 1960
- 1964: Cowboys (inédita).
- 1964: The Rock Garden (la escena final fue incluida posteriormente en Oh! Calcutta!).
- 1965: Dog (inédita).
- 1965: Chicago.
- 1965: 4-H Club.
- 1965: Up to Thursday (inédita).
- 1965: Icarus's Mother.
- 1965: Rocking Chair (inédita).
- 1966: Fourteen Hundred Thousand.
- 1966: Red Cross.
- 1967: Melodrama Play.
- 1967: La Turista.
- 1967: Cowboys #2.
- 1967: Forensic and the Navigators.
- 1969: The Unseen Hand.
- 1969: The Holy Ghostly.

#### Años 1970
- 1970: Operation Sidewinder.
- 1970: Shaved Splits.
- 1971: Mad Dog Blues.
- 1971: Back Bog Beast Bait.
- 1971: Cowboy Mouth (en colaboración con Patti Smith).
- 1972: The Tooth of Crime.
- 1973: Nightwalk.
- 1973: Blue Bitch (inédita).
- 1974: Little Ocean (inédita).
- 1974: Geography of a Horse Dreamer.
- 1975: Action.
- 1975: Killer's Head.
- 1976: The Sad Lament of Pecos Bill on the Eve of Killing His Wife.
- 1976: Angel City.
- 1976: Suicide in B Flat.
- 1977: Inacoma (inédita).
- 1977: Curse of the Starving Class.
- 1978: Buried Child.
- 1978: Seduced.
- 1978: Tongues (en colaboración con Joseph Chaikin).
- 1979: Days of heaven.
- 1979: Jacaranda (inédita).
- 1979: Savage/Love(en colaboración con Joseph Chaikin).

#### Años 1980
- 1980: True West - El verdadero Oeste.
- 1980: Jackson's Dance.
- 1980: Superstitions (inédita).
- 1983: The Right Stuff - Elegidos para la gloria.
- 1983: Fool for Love - Loco por amor.
- 1985: A Lie of the Mind.
- 1987: The War in Heaven.

#### Años 1990
- 1991: States of Shock - Estados de shock.
- 1994: Simpático.
- 1996: When the World was Green.
- 1998: Eyes for Consuela (basada en un relato de Octavio Paz).
- 1999: Camino al infierno - Purgatory.

#### Años 2000
- 2000: The Late Henry Moss.
- 2001: Black Hawk Down.
- 2001: Operación Swordfish.
- 2004: The God of Hell
- 2004: A Number
- 2004: El diario de Noah.
- 2005: Stealth: la amenaza invisible.
- 2005: Llamando a las puertas del cielo - Don't come knocking.
- 2005: Bandidas.
- 2007: El asesinato de Jesse James por el cobarde Robert Ford.

#### Años 2010
- 2011: Blackthorn (Sin destino).
- 2012: Safe House (El invitado).
- 2012: Mátalos suavemente.
- 2014: Frío en julio.

### Obras publicadas en español
Estas son las referencias de sus obras publicadas en español:
- Shepard, Sam (1985).  MK Ediciones y Publicaciones, ed. El verdadero Oeste. ISBN 84-7389-043-4.
- Shepard, Sam (1998).  Editorial Anagrama, S.A., ed. Estados de shock; Al norte; Lengua silenciosa. ISBN 84-339-2372-2.
- Shepard, Sam (1998).  Editorial Anagrama, S.A., ed. Locos de amor. ISBN 84-339-1272-0.

## Premios y distinciones
Premios Óscar
| Año  | Categoría              | Película                | Resultado |
| ---- | ---------------------- | ----------------------- | --------- |
| 1984 | Mejor actor de reparto | Elegidos para la gloria | Nominado  |

- 1979: Su obra Buried Child recibe un Premio Pulitzer.
- 1983: Su obra El verdadero Oeste es nominada a un Premio Pulitzer.
- 1984: Su obra Locos de amor es nominada a un Premio Pulitzer.
- 1986: Es elegido miembro de la Academia Americana de las Artes y las Letras
- 1986: Su obra A Lie of the Mind recibe el Premio del Círculo de Críticos Teatrales de Nueva York (inglés: New York Drama Critics Circle Award).
- 1986: Su obra A lie of the Mind recibe un Drama Desk Award.
- 1992: Recibe la Medalla de Oro de la Academia de las Artes y las Letras (inglés: American Academy of Arts and Letters Gold Medal) en su especialidad de dramaturgia.
- 1994: Shepard es incluido en el Theatre Hall of Fame.
- 1996: Nominado a un Premio Tony por Buried Child.
- 2000: Nominado a un Premio Tony por True West.
- Once de sus obras han ganado un Premio Obie.

## Narrativa y poesía
Escribió algunos libros que generalmente tratan de los mismos temas y retratan el mismo universo que sus obras de teatro.
- 1973: Hawk Moon - Luna Halcón es una colección de relatos, poemas y monólogos.
- 1977: Rolling Thunder Logbook - Rolling Thunder: con Bob Dylan en la carretera es el diario de la Rolling Thunder Revue: una gira de Bob Dylan y un grupo heterogéneo mezcla de happening, música y poesía en la que participó Shepard en 1975.
- 1982: Motel Chronicles - Crónicas de Motel contiene fragmentos autobiográficos, relatos y poemas llenos de carreteras, coches, soledad y aventura. Shepard recuerda su infancia y sus experiencias como ranchero, camarero, músico de rock y actor.
- 1997: Cruising Paradise - Cruzando el Paraíso consta de cuarenta relatos cortos escritos entre 1989 y 1995 que exploran los temas de la soledad y la pérdida en hombres angustiados e iracundos, en lugares apartados de los Estados Unidos y de México.
- 2002: Great Dream of Heaven - El gran sueño del Paraíso es una colección de dieciocho relatos cortos en los que Shepard explora el áspero oeste norteamericano.
- 2017: Spy of the First Person - Espía de la primera persona, publicado de forma póstuma.

Todas estas obras están editadas en español:
- Shepard, Sam (1985).  Editorial Anagrama, S.A., ed. Crónicas de Motel. ISBN 84-339-2011-1.
- Shepard, Sam (1995).  Editorial Anagrama, S.A., ed. Luna Halcón. ISBN 978-84-339-1289-3.
- Shepard, Sam (1997).  Editorial Anagrama, S.A., ed. Cruzando el Paraíso. ISBN 84-339-0854-5.
- Shepard, Sam (2004).  Editorial Anagrama, S.A., ed. El gran sueño del Paraíso. ISBN 84-339-7040-2.
- Shepard, Sam (2006).  Editorial Anagrama, S.A., ed. Rolling Thunder: con Bob Dylan en la carretera. ISBN 84-339-2575-X.
- Shepard, Sam (2023).  Editorial Anagrama, S.A., ed. Espía de la primera persona. ISBN 978-84-339-1335-7.

## Cine
Shepard inició su carrera cinematográfica como guionista en la década de 1960 con la película Me and My Brother. Junto a Michelangelo Antonioni, Franco Rossetti, Tonino Guerra y Clare Peploe escribió el guion de Zabriskie Point. Sin embargo, pronto se cansó de los excesos de Antonioni.
En 1978 empezó su carrera como actor de cine en la película Renaldo and Clara, de Bob Dylan. Ese mismo año participó en Días del cielo, de Terrence Malick, y en 1983 fue nominado a un Óscar al mejor actor de reparto por su actuación como el piloto Chuck Yeager en Elegidos para la gloria, de Philip Kaufman. Estos éxitos, unidos al empuje popular del cine, hicieron que a partir de la década de 1980 fuera más conocido entre el gran público como actor cinematográfico que como autor teatral. En 1988 debutó como director de cine con Norte lejano. 
A continuación se detalla su filmografía. El año es el del estreno. Los títulos se indican en español cuando existen y se conocen o en su idioma original (generalmente inglés) en caso contrario. Los datos están extraídos de (IMDb 2006).

### Filmografía escogida como actor
Shepard participó como actor en más de cuarenta películas. Algunas de las más destacadas o significativas son:
- 1978: Renaldo and Clara.
- 1978: Days of Heaven.
- 1982: Frances.
- 1983: Elegidos para la gloria.
- 1985: Fool for Love (Loco por amor) basada en su obra de teatro homónima, luego traducida como Locos de amor.
- 1986: Crimes of the Heart.
- 1987: Baby Boom.
- 1989: Magnolias de acero.
- 1992: Corazón trueno.
- 1993: El informe Pelícano.
- 1994: Safe Passage.
- 1999: Purgatory (telefilm)
- 1999: Snow Falling on Cedars.
- 2000: Hamlet.
- 2000: All the Pretty Horses.
- 2001: The Pledge.
- 2001: Swordfish.
- 2001: Black Hawk Down.
- 2004: El diario de Noa.
- 2005: Don't Come Knocking.
- 2005: Stealth: la amenaza invisible.
- 2006: Bandidas.
- 2007: El asesinato de Jesse James por el cobarde Robert Ford.
- 2007: Ruffian (telefilm)
- 2009: Brothers
- 2011: Blackthorn (Sin destino)
- 2012: Safe House
- 2012: Mud
- 2012: Mátalos suavemente
- 2013: Out of the Furnace
- 2013: August: Osage County
- 2015: Midnight Special
- 2016: Bloodline - Netflix, serie de televisión

### Filmografía como guionista
- 1969: Me and My Brother
- 1970: Zabriskie Point
- 1972: Oh! Calcutta!
- 1978: Renaldo y Clara
- 1981: Savage/Love
- 1982: Tongues
- 1984: Paris, Texas
- 1985: Locos de amor
- 1988: Far North
- 1994: Silent Tongue
- 2005: Don't Come Knocking

Las películas Curse of the Starving Class y Círculo de engaños están basadas en obras de teatro de Shepard.

### Filmografía como director
- 1988: Far North.
- 1994: Silent Tongue.

## Música
Shepard tuvo un gran interés por la música. Algunas de sus obras de teatro son musicales o contienen importantes porciones de música. A modo de ejemplo, Cowboy Mouth es una ópera rock y The tooth of crime es descrita como un musical-fantasy.
Cuando era un adolescente, ya tocaba la batería en grupos de su instituto. A finales de la década de 1960 fue el batería del grupo Lothar and the Hand People y a partir de 1967 de The Holy Modal Rounders.
Escribió junto con Bob Dylan (con quien ya había trabajado en la película Renaldo and Clara) la canción «Brownsville Girl» que apareció en el álbum de Dylan Knocked Out Loaded, y en otras compilaciones posteriores. La canción, que dura once minutos, es considerada por muchos como una de las cimas de la carrera de Dylan.[cita requerida]
Su canción «God's in the Kitchen» forma parte de la banda sonora de la película Llamando a las puertas del cielo de Wim Wenders.